# Magistrat
Magistrat (latinsko magistrarus), vsak izvoljen funkcionar rimske države. Njegova funkcije se je imenovala magistratura.
V Rimskem kraljestvu je bil najvišji magistrat z izvršilnimi pooblastili rimski kralj. Njegova oblast je bila de facto absolutna: bil je  nosilec izvršilne oblasti, zakonodajalec, glavni sodnik, vrhovni svečenik in vrhovni komandant vojske.  Po kraljevi smrti so njegova pooblastila začasno prešla na rimski senat, ki je izbral začasnega kralja (interrex), da bi izvedel volitve novega kralja. 

V prehodnem obdobju med monarhijo in republiko je večino kraljevih pooblastil prevzel senat. Ko je bila leta 509 pr. n. št. uradno ustanovljena Rimska republika, sta na čelo izvršilne rimske oblasti prišla dva konzula, ki sta se volila vsako leto. Magistrate republike je volilo ljudstvo Rima (SPQR) in vsakemu posebej dodelilo posebna oziroma velika pooblastila (maior potestas). Največja pooblastila je imel diktator, kateremu so sledili cenzor, konzul, pretor, kurulski edil in kvestor. Konzuli in pretorji so imeli najvišjo oblast oziroma imperij (imperium). Vsak magistrat je lahko z vetom preprečil vsako dejanje ali odločitev magistrata, ki je imel enak ali nižji rang od njegovega. Enaka pooblastila so imeli tudi ljudski (plebejski) tribuni in ljudski edili, čaprav niso bili magistrati v ožjem pomenu besede,  ker jih je izvolilo  samo ljudstvo (plebejci) in so bili kot taki neodvisni od vseh drugih magistratov. 
Ko je republiko zamenjalo cesarstvo, se je ustavno ravnotežje moči iz senata ponovno premaknilo v korist izvršilne oblasti, katere nosilec je bil rimski cesar. Novega cesarja je teoretično lahko izbral senat, v praksi pa je vsak cesar sam izbral svojega naslednika. Izbiro je pogosto preglasovala vojska ali pa se je končala z državljansko vojno.  Cesarjeva pooblastila (imperium) so bila sestavljena iz tribunskih in prokonzulskih pooblastil. Tribunska pooblastila, ki so bila skoraj enaka pooblastilom plebejskih tribunov v Rimski republiki, so cesarju dala oblast nad rimskimi civilnimi zadevami, prokonzulska pooblastila, ki so bila podobna pooblastilom vojaških guvernerjev oziroma prokonzulov v stari republiki, pa so mo dala oblast nad rimsko vojsko. Področji sta bili v prvih letih cesarstva kolikor toliko razmejeni, kasneje pa se je meja med njima zabrisala in nazadnje popolnoma izgubila. Tradicionalni magistrati,  ki so se preživeli zlom republike, so bili konzul, pretor, ljudski tribun, edil, kvestor in vojaški tribun. Mark Antonij je kot konzul leta 44 pr. n. št. ukinil funkciji  rimskega diktatorja in komandanta konjenice (magister equitum), kmalu zatem pa sta bila ukinjeni tudi funkciji začasnega kralja (interrex) in cenzorja.

## Izvršilni  magistrati Rimskega kraljestva
Izvršilni  magistrati Rimskega kraljestva so bili voljeni funkcionarji antičnega Rimskega kraljestva. Najvišji je magistrat bil rimski kralj, ki je bil nosilec izvršilne oblasti, zakonodajalec, vrhovni  sodnik, glavni  svečenik in vrhovni komandant vojske. Pooblastila, ki jih je dobil z izvolitvijo, so temeljila na pravu in zakonskih precedensih, v praksi pa pri svojem vladanju ni imel nobenih omejitev. Ko je izbruhnila vojna, je bil edini pooblaščen za organizacijo in zbiranje vojske, izbiranje njenih poveljnikov in izvajanje vojaških operacij po lastni presoji. Nadziral je tudi vse državno premoženje, imel izključno pravico za delitev zemlje in vojnega plena, bil glavni predstavnik Rima v stikih z bogovi in voditelji drugih skupnosti in je lahko enostransko razglasil kakršenkoli nov zakon. Svoje odloke je včasih predložil v odobritev ljudski skupščini ali senatu, vendar zavrnitev ni preprečila njihove uveljavitve. Kralj je sam izbiral svoje pomočnike in jim po lastni presoji podeljeval pooblastila. Kadar je zapustil mesto, ga je nadomeščal mestni prefekt. Imel je dva glavna svetovalca – kvestorja, v kritičnih obdobjih pa tudi več. Med vojno je včasih poveljeval samo pehoti in konjenico prepustil poveljniku svoje telesne straže (tribunus celerum).  Lahko je enostransko napovedal vojno, vendar je zanjo običajno zahteval potrditev v ljudski skupščini.
Obdobje med smrtjo kralja in izvolitvijo novega se je imenovalo medvladje (interregnum).  V tem obdobju je senat enega od senatorjev izvolil za začasnega kralja (interrex), ki je bil zadolžen, da organizira volitve novega kralja. Ko je začasni kralj našel primernega kandidata, ga je predložil senatu v prvo odobritev. Če je senat njegovo kandidaturo odobril, so opravili formalne volitve v ljudski skupščini (comitia curiata). Po izvolitvi v ljudski skupščini je senat potrdil izvolitev in izdal ustrezen odlok in začasni kralj je uradno razglasil izvoljenega za novega kralja. Novi kralj je prisostvoval obredu iskanja božjih znamenj  (auspicium) in od ljudske skupščine prejel zakonska pooblastila.

## Izvršilni magistrati Rimske republike
Magistrati Rimske republike so bili izvoljeni funkcionarji Rimske republike z različnimi stopnjami pooblastil (maior potestas). Največ pooblastil je imel diktator. Njemu so sledili cenzor, konzul, pretor, edil in kvestor. Vsak magistrat je lahko z vetom prekinil vsako dejanje magistrata, ki je imel enak ali nižji rang od njegovega. Ljudski tribuni in edili v tehničnem smislu niso bili magistrati in so imeli zaradi svoje nedotakljivosti pravico veta ne glede na rang magistrata. Če se nekdo ni strinjal z odločitvijo ljudskega tribuna,  je tribun lahko uveljavil svojo nedotakljivost (intercessio) in fizično prekinil posamezno dejanje. Vsako nasprotovanje ljudskemu tribunu se je obravnavalo kot velik prestopek.
Najpomembnejše ustavno pooblastilo, ki ga je lahko dobil magistrat, je bila pravica do ukazovanja  (imperium - izvršilna oblast), ki so jo imeli samo konzuli in pretorji. Imperium je dal magistratu ustavna pooblastila za izdajanje vojaških ali kakšnih drugih ukazov. Ko so se pooblastila magistrata po enem letu iztekla, je moral čakati deset let, preden je lahko ponovno zasedel prejšnji položaj. Takšno določilo je nekaterim magistratom, na primer guvernerjem prekomorskih provinc, povzročalo težave, zato so njihova  pooblastila včasih podaljšali tako, da so obdržali svoja pooblastila kot promagistrati.
Najvišje rangirani magistrat Rimske republike je bil konzul.  Senat je vsako leto izvolil dva konzula, ki sta imela najvišja pooblastila tako v civilnih kot v vojaških zadevah. Eden od njiju je bil po rangu višji od drugega, zato sta svoja položaja vsak mesec zamenjala.  Pretorji so izvajali civilno zakonodajo, predsedovali sodiščem in poveljevali provincijskim vojskam. Cenzor je bil odgovoren za census v senatu in imenovanje novih članov, nadziranje javne morale in v nekaterih pogledih tudi vladnih financ. Edili so bili zadolženi za notranje zadeve Rima in imeli pooblastila nad tržnicami, javnimi igrami in gledališkimi predstavami. Kvestorji so bili pogosto pomočniki konzulov v Rimu in guvernerjem provinc za finančne zadeve.Ljudski tribun in ljudski edil sta bila predstavnika ljudstva. V imenu ljudstva sta s pravico veta nadzirala delovanje senata in bila varuha svoboščin vseh rimskih državljanov. 
V obdobjih vojne nevarnosti je bil za šest mesecev imenovan rimski diktator Ustavna vlada je bila razpuščena in diktator je postal absolutni vladar države. Diktator je zatem imenoval poveljnika konjenice (magister equitum), ki je postal njegov najvišji častnik. Diktator je pogosto odstopil takoj, ko je minila nevarnost, zaradi katere je bil imenovan. Ko se je diktatorjev mandat iztekel, je oblast ponovno prevzela ustavna vlada. Zadnji diktator je bil imenovan leta 202 pr. n. št.. Po tem letu so se izjemne razmere reševale s sprejetjem senatus consultum ultimum, se pravi dokončnega odloka senata. Odlok je začasno prekinil delovanje civilne vlade, razglasil vojno zakonodajo in enemu od konzulov podelil pooblastila diktatorja.

## Izvršilni magistrati Rimskega cesarstva
Izvršilni magistrati Rimskega cesarstva so bili izvoljeni funkcionarji antičnega Rimskega cesarstva. Najvišji magistrat je bil cesar. Njegova pooblastila (imperium) so bila sestavljena iz tribunskih pooblastil (potestas tribunicia) in prokonzuskih pooblastil (imperium proconsulare). Tribunska pooblastila so bila podobna pooblastilom ljudskih tribunov v stari Rimski republiki in so cesarju dajala oblast nad civilno vlado v Rimu. Prokonzulska pooblastila so bila podobna pooblastilom vojaških guvernerjev ali prokonzulov v republiki in so mu dajala oblast nad rimsko vojsko. V zgodnjih obdobjih cesarstva so bile razlike med njimi jasno opredeljene, potem pa so se povsem izgubile in cesarjeva pooblastila so postala manj ustavna in bolj monarhična.
S prokonzulskimi pooblastili se je cesar izenačil z visokimi magistrati Rimske republike, se pravi konzuli in prokonzuli, samo da ni imel nobenih ustavnih omejitev, ki so veljale zanje. Nazadnje je dobil tudi pooblastila, ki so bila v republiki rezervirana za rimski senat in rimske skupščine, vključno s pravico do vojne napovedi, ratifikacije pogodb in pogajanj s tujimi vladarji. Imel je oblast nad vsemi rimskimi vojaškimi guvernerji in s tem tudi nad celo rimsko vojsko. 
Tribunska pooblastila so mu dajala oblast nad celim rimskim državnim aparatom in pravico do predsedovanja na skupčinah in v senatu. S takšnimi pooblastili sta njegov položaj in osebnost postala nedotakljiva in nepremagljiva ovira za kakršnekoli ugovore.  Cesar je prevzel tudi posle, ki so jih v republiki opravljali  cenzorji: nadzor nad javno moralo (cenzorstvo) in vodenje cenzusa. K cenzusu so spadala tudi pooblastila, da je posameznikom lahko dodelil višji socialni položaj, vključno s senatorskim, kar mu je dajalo popoln nadzor nad članstvom v senatu. Cesar je lahko po svoje polmačil zakone in ustvarjal nove,  nadziral verske ustanove, ker je bil kot cesar Pontifex Maximus in član vseh štirih največjih skupin svečenikov.
Državljani cesarstva so se delili v tri družbene razrede, za katere je bila mogoča drugačna poklicna pot, imenovana  cursus honorum. Redne magistrature  so bile na razpolago samo državljanom iz senatorskega razreda. Padec republike so preživele in se v cursus honorum  uvrstile naslednje magistrature: konzul, pretor, ljudski tribun, edil, kvestor in vojaški tribun. Če nekdo ni bil iz senatorskega razreda, je bil na enega od omenjenih položajev lahko izvoljen samo z dovoljenjem ali imenovanjem cesarja. 
Pri prehodu iz republike v cesarstvo so največ pooblastil in ugleda izgubili konzuli, delno tudi zato, ker so se vsa njihova ključna pooblastila prenesla na cesarja.  Cesarski kozuli so lahko predsedovali senatu, bili  sodniki v nekaterih kazenskih postopkih in nadzirali javne igre in predstave. Velik del pooblastil so izgubili tudi pretorji in njihova oblast izven mesta Rima je nazadnje postala zelo majhna. Pretor mesta Rima  je imel nekaj časa večja pooblastila kot vsi drugi pretorji in je celo vodil državno blagajno.  Ljudski tribuni so tudi v cesarstvu ostali nedotakljivi in, vsaj teoretično, obdržali pravico do sklica skupščine in senata in pravico veta. Cesar Avgust je kvestorje razdelil v dve skupini. Prva je opravljala naloge v senatskih provincah, druga pa v rimski civilni upravi.  Edili so najprej izgubili nadzor nad dobavami žita, katere so prevzeli državni pooblaščenci, potem pa še pooblastila za vzdrževanje reda v mestu. Ostali so brez vsake  moči in  v 3. stoletju popolnoma izginili.